# Yes (canção de LMFAO)
"Yes" é uma canção do grupo musical LMFAO tirada do seu álbum de estúdio de estreia, Party Rock. Foi lançada como o quarto e último single do álbum em formato digital em 15 de Dezembro de 2009. Escrita e produzida pelos dois membros da banda, Skyler Husten Gordy e Stefan Kendal Gordy, atingiu a sua posição de pico no número 68 da tabela musical canadense Canadian Hot 100. Mais tarde recebeu o certificado de disco de ouro pela associação Music Canada pelo embarque de mais de cinco mil exemplares.

## Créditos
Créditos tirados do encarte do álbum Party Rock e do sítio Allmusic.
- Skyler Husten Gordy — vocais, composição
- Stefan Kendal Gordy — vocais, composição

## Desempenho nas tabelas musicais
| País — Tabela musical (2009)          | Posição de pico |
| ------------------------------------- | --------------- |
| Canadá — Canadian Hot 100 (Billboard) | 68              |

## Certificações e vendas
| Região | Certificador (limiares de vendas) | Certificação | Vendas |
| ------ | --------------------------------- | ------------ | ------ |
| Canadá | Music Canada                      | Ouro         | 5 mil  |